# O Livro de Tote

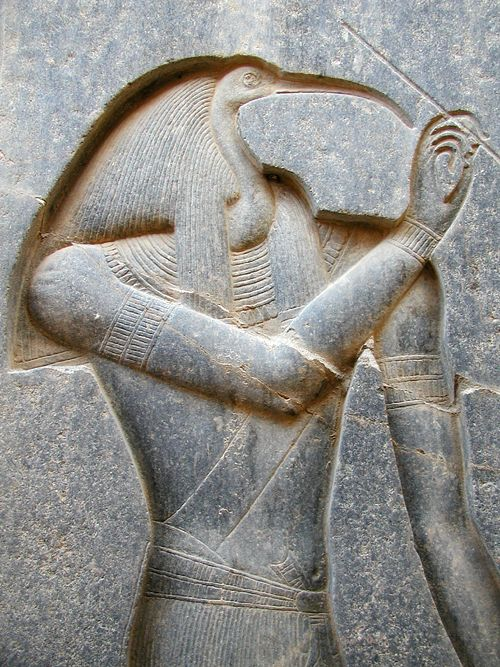
Figura de Thoth esculpida nas costas do trono da estátua sentada de Ramsés II

O Livro de Thoth é um nome dado a muitos textos egípcios antigos que supostamente foram escritos por Tote, o deus egípcio da escrita e do conhecimento.

## Textos
Os egípcios armazenaram muitos textos, em uma ampla gama de assuntos, em "Casas da Vida", bibliotecas contidas em templos. Como Tote era o deus do conhecimento, muitos desses textos foram considerados de sua autoria. O historiador egípcio Manetão alegou que Tote escreveu 36.525 livros.
O pai da igreja Clemente de Alexandria, no sexto livro de sua obra Stromata, menciona quarenta e dois livros usados por sacerdotes egípcios que, segundo ele, contém "toda a filosofia dos egípcios". Todos estes livros, de acordo com Clemente, foram escritos por Hermes (o nome grego para Tote). Entre os assuntos que cobrem estão hinos, rituais, construção do templo, astrologia, geografia e medicina.:p. 58–59
Os egiptólogos Richard Lewis Jasnow e Karl-Theodor Zauzich apelidaram um longo texto egípcio do período ptolomaico de "Livro de Tote". Este texto demótico, conhecido a partir de mais de quarenta cópias fragmentárias, consiste em um diálogo entre uma pessoa chamada "A-um-que-ama-conhecimento" e uma figura que Jasnow e Zauzich identificaram como Tote. Os temas da conversa deles incluem o trabalho de escribas, vários aspectos dos deuses e seus animais sagrados e o Duat, o reino dos mortos.:p. 72–73 É possível que haja uma relação entre estes fragmentos e a crítica à escrita presente ao final do Fedro de Platão, pois ao ser feita uma comparação textual, podemos identificar muitos paralelos entre as duas obras, podendo ter sido um papiro conhecido pelo filósofo grego.